# Pšavi
Pšavi (gruzínsky ფშავი) je gruzínská historická provincie, která se rozkládala v údolí řeky Pšavi Aragvi na území dnešního okresu Dušeti.
Dnes tvoří spolu s dalšími historickými oblastmi součást kraje Mccheta-Mtianetie.
Pšavi hraničí s Chevsuretií na severu, přičemž obě oblasti byly historicky seskupeny pod názvem Pchovi, (ფხოვი). Na východě hraničí se západním cípem Tušetie a nejsevernějším cípem Pankisské soutěsky, na jihovýchodě s údolím Jori v historické provincii Tianetie, na jihu a jihozápadě s Žinvalskou přehradní nádrží a Gruzínskou vojenskou cestou. Na západě sousedí s historickými provinciemi Mtiuletie a Gudamaqarie.